# PC/104

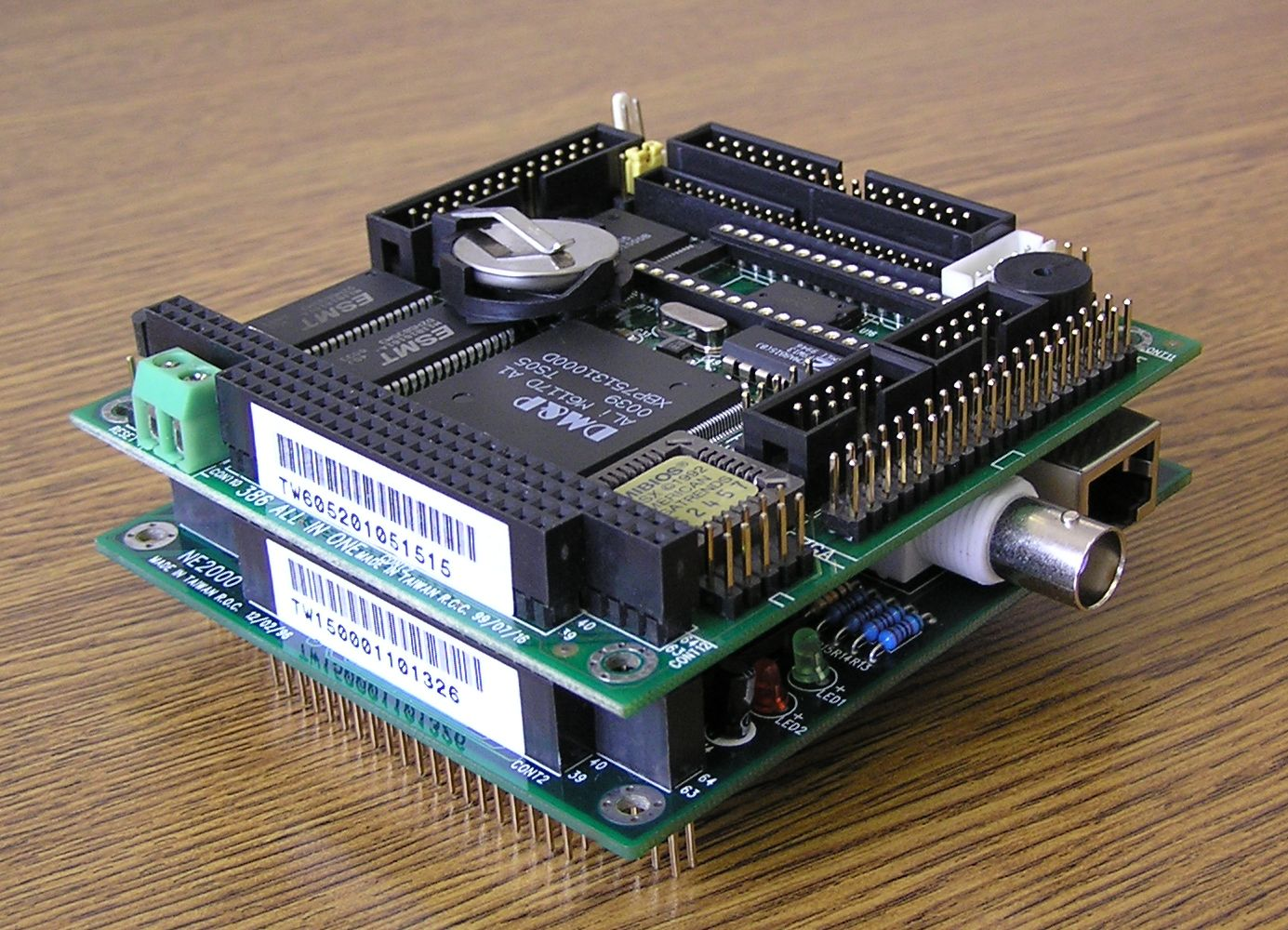
«Сендвіч» з одноплатного комп'ютера і мережевої плати у форматі PC/104

PC/104 — шина розширення (яка також дала назву формату плат), створена на базі 8-розрядного варіанта шини ISA. Відмінною особливістю механічного конструктиву PC/104 є розташування контактів не на ребрі плати, а перпендикулярно їй, що дозволяє встановлювати плати один на одну.
Така конструкція дозволяє зібрати до 3-6 плат в один великий «сендвіч» і розмістити його в компактному герметичному корпусі, який матиме велику ударостійкість. Подібний підхід широко застосовується в авіоніці, космонавтиці, військовій техніці.
З появою шини PCI з'явився новий стандарт PC/104+ іноді званий PC/104Plus, в який додана шина PCI. Плати PC/104 і PC/104+ сумісні між собою.
Роз'єм для плат PC/104 і PC/104+ досить часто встановлюють на бічну поверхню плат MicroPC та інших плат, призначених для промислових комп'ютерів, вбудованих систем, телекомунікації, цифрових приладів як мезонінну плату. Це дозволяє за відсутності на стандартній процесорній платі якогось потрібного елемента (модулів аналогового або дискретного вводу-виводу, модему, датчика GPS, ГЛОНАСС, мережевого інтерфейсу промислової мережі, наприклад CANbus), просто додати на неї 1-2 плати PC/104(+). При цьому рішення виходить дуже компактним і відпадає необхідність у розробці нової плати.

## Недоліки
- Повільна шина ISA — застаріла.
- Гарячої заміни плат не може бути в принципі, так як розібрати зібраний «сендвіч» з плат непросто.

## Переваги
- Повна сумісність з персональними комп'ютерами
- Можна використовувати як мезонінну плату
- Шина ISA дуже добре вивчена, багато фахівців
- Велика швидкість звичайно не потрібна, при необхідності можна використовувати PC/104+
- Велика ударостійкість